# Американская девушка (телесериал)
«Американская девушка» (англ. «All-American Girl») — ситком 1994 года, в которой главную роль сыграла Маргарет Чо, а также Джоди Лон, Клайд Кусатсу, Эми Хилл, Б. Д. Вонг, и Д. Б. Квон — сыграли членов её корейско-американской семьи.
Это была вторая американская ситуационная комедия, сосредоточенная на человеке азиатского происхождения, а именно на Маргарет Чо (первым был недолго продержавшийся на экранах ситком Пэта Мориты 1976 года «Mr. T and Tina»).
В фильме засветились такие звёзды как Опра Уинфри, Джек Блэк, Дэвид Кросс, Викки Лоуренс, Квентин Тарантино (в роли Дезмонда), Маришка Харгитей, Билли Берк и Гаррет Ван.

## Сюжет
Сюжет сериала крутится вокруг Маргарет Ким (Маргарет Чо), показывая столкновение двух культур: корейской культуры, а именно матерью главной героини (Джоди Лон), и самой главной героиней, которая полностью американизировалась. Мать только хочет, чтобы дочь вышла замуж за почтенного мужчину: доктора, адвоката, учёного (говорит она при этом только на корейском языке), в то время как её дочь больше интересуется велосипедистами европеоидного типа, музыкантами и любыми другими типами мужчин, которые не нравятся матери. Отец во всё это не вмешивается, а только сдерживает жену и дочь от драки.

## В ролях
- Маргарет Чо — Маргарет Ким
- Эми Хилл — Бабушка Ким
- Мэдди Корман — Руфи
- Джуди Голд — Глория
- Эшли Джонсон — Кейси
- Клайд Кусатсу — Бенни Ким
- Джоди Лон — Кэтрин Ким
- Д. Б. Квон — Эрик Ким
- Б. Д. Вонг — Стюарт Ким